# Casa Mora
La Casa Mora es una casa torreada y monumento declarado Bien de Interés Cultural, situada en Escanilla, municipio de Abizanda (Aragón, España). Se trata de una casa-torre cuya tipología es típica de la arquitectura pirenaica.

## Arquitectura
Por sus características, tanto de la casa como de la torre, construidas en fases diferentes, parecen del siglo XVI. La casona posee un escudo que podría datarse en el siglo posterior.
Es un edificio compuesto por una torre y una vivienda adosadas. La fachada se ha conservado con modificaciones, destacando el matacán de entre los elementos originales, suerte de tronera para armas de fuego. La torre posee cuatro plantas y se accede a ella desde el patio de la vivienda, en planta baja, existiendo más accesos en otros niveles. La casa, construida en mampostería, consta de tres plantas. Las ventanas que presenta son todas ellas originales y destaca en la fachada un gran matacán soportado por grandes canes de piedra con perfil lobulado. El edificio posee planta rectangular y presenta aberturas defensivas tanto en los frentes como en los laterales.